# Ursula Walch
Ursula Walch (* 10. März 1929 in Köln) ist eine deutsche Gebrauchsgrafikerin und Illustratorin.

## Leben und Werk
Die Eltern Ursula Walchs zogen mit ihr aus der Britischen in die Sowjetische Besatzungszone nach Leipzig. Dort absolvierte Ursula Walch von 1947 bis 1949 eine Lehre als Büroangestellte und arbeitete dann in diesem Beruf. Daneben besuchte sie von 1948 bis 1951 abends die Privatschule für Grafik und Buchkunst von Herbert Hauschild und Johanna Hauschild in Leipzig-Gohlis, und von 1952 bis 1955 machte sie ein Abendstudium an der Hochschule für Grafik und Buchkunst Leipzig. Danach arbeitete sie in Leipzig als freischaffende Grafikerin und Illustratorin, vor allem für christliche Verlage wie die Evangelische Verlagsanstalt, den St. Benno-Verlag und den Wartburg-Verlag. Für diesen schuf sie z. B. in Aquarell die Bilder für 10 Adventskalender. Weitere Verlage in der DDR, für die sie Illustrationen, Bucheinbände und Schutzumschläge gestaltete, waren: Postreiter-Verlag, Friedrich Hofmeister Musikverlag, Kinderbuchverlag, Verlag für die Frau und Verlag Junge Welt.
Ursula Walch war bis 1990 Mitglied des Verbands Bildender Künstler der DDR.
Sie war mit Hans-Joachim Walch verheiratet. Nachdem dessen Tod 1991 zog sie nach Tönisvorst, ihre frühere Heimat.

## Ausstellungen (mutmaßlich unvollständig)

### Einzelausstellungen
- 1987: Leipzig, Klub & Galerie Nord („Die Roßlauer Straße stellt aus“, mit Reinhard Bernhof, Käte Müller, Gerald Müller-Simon, Hans-Joachim Walch, Ino Zimmermann und Paul Zimmermann)

### Teilnahme an zentralen und wichtigen regionalen Ausstellungen in der DDR
- 1974, 1979 und 1985: Leipzig, Bezirkskunstausstellungen
- 1979: Berlin, Ausstellungszentrum am Fernsehturm („Buchillustrationen in der DDR. 1949–1979“)
- 1986: Gotha, Schlossmuseum („Das Urteil des Paris in der bildenden Kunst der DDR“)